# Macedónia Antiga
A Macedónia (português europeu) ou Macedônia (português brasileiro) Antiga (em grego: Μακεδονία; romaniz.: Makedonía) tem sua história vinculada aos povos que habitavam a região da Grécia e Anatólia na Antiguidade. Segundo estudos arqueológicos, os antepassados dos macedónios situam-se no começo da Idade do Bronze. A partir do ano 700 a.C., o povo denominado macedónio emigrou para o leste, a partir de sua terra natal às margens do rio Haliácmon. Com Amintas I, o reino estendeu-se desde o rio Áxio até à península de Calcídica. Egas foi a capital do reino até quase 400 a.C., quando o rei Arquelau I a transferiu para Pela.
A Macedónia alcançou uma posição hegemônica dentro da Grécia durante o reinado de Filipe II, o Caolho (r. 359–336 a.C.). Alexandre III, filho de Filipe e aluno do filósofo Aristóteles, levou os exércitos da Macedónia ao Egito, derrotou o Império Aquemênida e chegou até a Índia.
Construído num curto período de onze anos, o Império Macedónico contribuiu com a difusão da cultura grega no Oriente. Alexandre fundou uma grande quantidade de cidades e promoveu a fusão da cultura grega com a dos povos conquistados, dando origem ao que se conhece por helenismo.

## Galeria

Reino da Macedónia durante a Guerra do Peloponeso c. 431 a.C.
Mapa do império de Alexandre, o Grande
Mapa da Macedônia em 200 a.C.